# Miss Bahia 2013
Miss Bahia 2013 foi a 59.ª edição do concurso que escolheu a melhor candidata baiana para representar seu estado e sua cultura no Miss Brasil. O evento contou com a presença de trinta candidatas de diversos municípios do estado competindo pela coroa. A noite final da competição foi televisionada pela Band Bahia. Bruna Diniz, Miss Bahia 2012 coroou sua sucessora ao título no final do evento. O mesmo ocorreu no Hotel Sheraton, na capital do estado, e teve como vencedora, a candidata de Santa Cruz, Priscila Cidreira Santiago.

## Resultados
| Posição                 | Candidata |
| Miss Bahia              | - Santa Cruz - Priscila Cidreira |
| 2º. Lugar               | - Luís Eduardo Magalhães - Patrícia Guerra |
| 3º. Lugar               | - Itabuna - Alessandra Nóbrega |
| 4º. Lugar               | - Simões Filho - Pollyana Giffoni |
| 5º. Lugar               | - Barra - Clara Carvalho |
| (TOP 10) Semifinalistas | - Brotas - Camila Landim - Feira de Santana - Alina Dourado - Itaigara - Ana Victória Solla - Paulo Afonso - Luana Flávia Siqueira - Vitória da Conquista - Micaeli Rodrigues |
| (TOP 15) Semifinalistas | - Canela - Kathyusca Nogueira - Itapetinga - Quirlian Anjos - Juazeiro - Rafaela Lima - Macaúbas - Geissiane Anjos - Paripe - Ebequiarine Pita                                |

### Premiações Especiais
- A vencedora do voto popular só foi conhecida na final televisionada, ela ganhou o direito de estar entre as semifinalistas.[3]

| Prêmio            | Candidata                       |
| Miss Voto Popular | - Itaigara - Ana Victória Solla |
| Miss Seda         | - Juazeiro - Rafaela Lima       |

### Ordem dos Anúncios
| 1. Luis Eduardo Magalhães 2. Santa Cruz 3. Itabuna 4. Itapetinga 5. Paulo Afonso 6. Canela 7. Simões Filho 8. Barra 9. Feira de Santana 10. Vitória da Conquista 11. Macaúbas 12. Paripe 13. Juazeiro 14. Brotas 15. Itaigara | 1. Santa Cruz 2. Vitória da Conquista 3. Simões Filho 4. Brotas 5. Itabuna 6. Feira de Santana 7. Itaigara 8. Paulo Afonso 9. Luis Eduardo Magalhães 10. Barra | 1. Santa Cruz 2. Itabuna 3. Luis Eduardo Magalhães 4. Simões Filho 5. Barra |

## Jurados
A lista de jurados que elegeram a nova vencedora estadual:
- Martha Vasconcellos, Miss Universo 1968;
- Doda Guedes, produtor de moda e Beauty Artist;
- Josinha Pacheco, empresária;
- Karina Dourado, gerente de marketing do Salvador Shopping;
- Rômulo Romano, cirurgião plástico;
- Uziel Bueno, deputado estadual;
- Gabriella Rocha, Miss Brasil Internacional 2011;

## Candidatas
Todas as trinta aspirantes ao título que competiram neste ano do concurso:
| - Amargosa - Larissa Aragão - Araci - Marli Araújo - Barra - Clara Carvalho - Brotas - Camila Landim - Camaçari - Juliana Mandú - Campo Alegre - Juliana Landim - Canela - Kathyusca Nogueira - Candeias - Gabriela Sant'Ana - CIA - Paloma Oliveira - Feira de Santana - Alina Dourado - Graça - Bárbara Teixeira - Ipirá - Isabela Barbosa - Itaberaba - Laiz Martins - Itabuna - Alessandra Nóbrega - Itaigara - Ana Victória Solla | - Itapetinga - Quirlian Anjos - Juazeiro - Rafaela Lima - Lauro de Freitas - Mariana Gonzalez - Macaúbas - Geissiane Anjos - Luís Eduardo Magalhães - Patrícia Guerra - Mata de São João - Rafaella Muniz - Paripe - Ebequiarine Pita - Paulo Afonso - Luana Flávia Siqueira - Pernambués - Paloma Andrade - Pituba - Susane Senzano - Rio Vermelho - Ana Luísa Modesto - Santa Cruz - Priscila Cidreira - São Caetano - Ladymirian Oliveira - Simões Filho - Pollyana Giffoni - Vitória da Conquista - Micaeli Rodrigues |